# Olea palawanensis
Espèce
Classification phylogénétique
Olea palawanensis Kiew est une espèce de plantes à fleurs de la famille des Oleaceae et du genre Olea. C'est un petit arbuste qui pousse aux Philippines. Il a été reconnu et classé dans le sous-genre Tetrapilus par P.S. Green lors de sa révision du genre Olea (2002) avec ses synonymes et sa description botanique (taxon 30 Tetrapilus).

## Synonymes botaniques
Aucun synonyme cité.

## Description botanique

### Appareil végétatif
- Forme végétative : arbuste 3 m de haut max. ;
- sexualisation : androdioïque ;
- Ramure : jeunes pousses glabres ;
- Foliarisation : feuilles épaisses et coriaces, glabres ; 
  - pétioles qui font entre 2 et 6 mm de long, épais, virant au noir,
  - limbe étroitement ovale ou ovale à étroitement elliptique-oblong, 4,5 à 10 cm de long et large de 2 à 5 cm de large, la base est cordée,  
    - bords entiers ou quelques feuilles dentées occasionnellement de 0,5 à 1 mm dans la moitié supérieure,
    - apex aigu ("ou rétus").

  - Nervures : 6("-9") nervures de part et d'autre de la nervure principale, plane sur la face supérieure, saillante en dessous.

### Appareil reproducteur

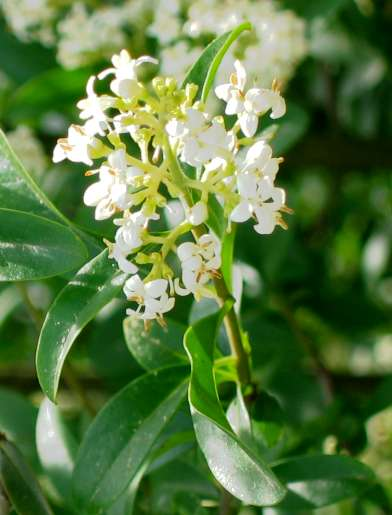
Inflorescence d'Oleacée en panicule.

- inflorescences : axillaires, paniculées de 2 à 3 cm de long, fleurs abondantes ;
  - andro-dioïques, 7 fleurs subombellées ;
  - pédicelles ont 1 à 2 mm de long.
  - fleurs mâles : les seules observées.
- anatomie florale : 
  - calice en tube avec des lobes de 0,25 triangulaires, ciliolés ;
  - corolle jaunâtre en tube de 0,75 mm dans les fleurs mâles, 2 mm de long dans les fleurs bisexuées avec des lobes de 1 mm, en casque ;
  - 2 étamines : 
    - anthères plus ou moins globuleux, de 1 mm de longueur dans les fleurs mâles et de 0,5 mm dans les bisexuées .
    - ovaire absent dans les fleurs mâles, ovoïde de 1 mm de long dans les bisexuées, stigmate sessile, capité ;
- fruit : drupe ellipsoïde de 6 par 4 mm.

### Répartition géographique
Le matériel examiné provient des Philippines :
- Palawan : Mont Bloomfield, Baie de Saint-Paul (mai 1984).

## Utilisations
Cette espèce est recherchée par les amateurs de bonsaïs.

## Sources